# تران هاي لام
تران هاي لام هو لاعب كرة قدم فيتنامي في مركز الدفاع، ولد في 4 يوليو 1982 في محافظة باك ننه في فيتنام. شارك مع منتخب فيتنام تحت 23 سنة لكرة القدم ومنتخب فيتنام لكرة القدم. أما مع النوادي، فقد لعب مع نادي إس إتش بي دا نانغ ونادي هوانغ آنه جيا لاي.

## وصلات خارجية
- تران هاي لام على موقع قاعدة بيانات كرة القدم.إي يو (الإنجليزية)
- تران هاي لام على موقع ناشيونال فوتبول تيمز (الإنجليزية)